# Prorhinotermes simplex
Prorhinotermes simplex är en termitart som först beskrevs av Hagen 1858.  Prorhinotermes simplex ingår i släktet Prorhinotermes och familjen Rhinotermitidae. Inga underarter finns listade i Catalogue of Life.